# Sigfrid Henrici
Pour les articles homonymes, voir Henrici.
Sigfrid Henrici (10 mai 1889 à Soest — 8 novembre 1964 à Bad Nauheim) est un General der Panzertruppe allemand de la Heer (armée de terre), dans la Wehrmacht pendant la Seconde Guerre mondiale.
Il a été récipiendaire de la croix de chevalier de la croix de fer avec feuilles de chêne. Cette décoration et son grade supérieur, les feuilles de chêne, sont attribués pour récompenser un acte d'une extrême bravoure sur le champ de bataille ou un commandement militaire avec succès.

## Biographie
Sigfrid Henrici rejoint l'Armée impériale allemande comme élève-officier dans le 11e régiment d'artillerie de campagne en 1907 et commande en tant que lieutenant un régiment d'artillerie en 1909. Il devient observateur aérien pendant la Première Guerre mondiale et ensuite chef d'un bataillon volant.
Il n'a pas été retenu à la création de la Reichswehr et en 1920, il rejoint la police, atteignant le grade de colonel de police (Oberst Polizei), le 1er octobre 1935. Il revient ensuite vers l'armée en décembre de la même année et commande le 29e Régiment d'artillerie à partir de 1936. Il est promu Generalmajor le 1er juin 1939.
Avec le début de Seconde Guerre mondiale, il est aux commandes de la 16e division d'infanterie (motorisé). Il est promu Generalleutnant le 1er juin 1941, puis General der Panzertruppe (général des troupes blindées) le 1er janvier 1943.

Il commande le XXXX. Panzerkorps jusqu'en septembre 1943 où il tombe gravement malade et est déplacé vers l'état-major de réserve.

En novembre 1944, il retourne au service actif commandant du XXXX. Panzerkorps. Il est fait prisonnier par les troupes de l'Armée rouge, le 9 mai 1945.
Il est libéré de captivité soviétique en 1955. Il meurt le 8 novembre 1964.

## Décorations
- Croix de fer (1914)
  - 2e classe (14 septembre 1914)
  - 1re classe (24 décembre 1915)
- Croix de chevalier de l'ordre royal de Hohenzollern avec glaives (12 février 1918)
- Croix d'honneur
- Médaille des Sudètes
- Agrafe de la croix de fer (1939)
  - 2e classe (20 septembre 1939)
  - 1re classe (20 mai 1940)
- Médaille du front de l'Est
- Croix allemande en or (13 août 1943)
- Croix de chevalier de la croix de fer avec feuilles de chêne
  - Croix de chevalier le 13 octobre 1941 en tant que Generalleutnant et commandant de la 16 Infanterie-Division (mot)
  - 350e feuilles de chêne le 9 décembre 1943 en tant que General der Panzertruppe et commandant du XXXX. Panzerkorps[1]
- Mentionné dans la revue Wehrmachtbericht (1er septembre 1943)